# 奧羅拉冰川
77°37′S 167°38′E / 77.617°S 167.633°E
奧羅拉冰川（英語：Aurora Glacier）是南極洲的冰川，位於羅斯島，處於埃里伯斯火山和特拉諾瓦山之間，最終注入麥克默多冰架，以英國探險船命名。